# Färbermaulbeerbaum

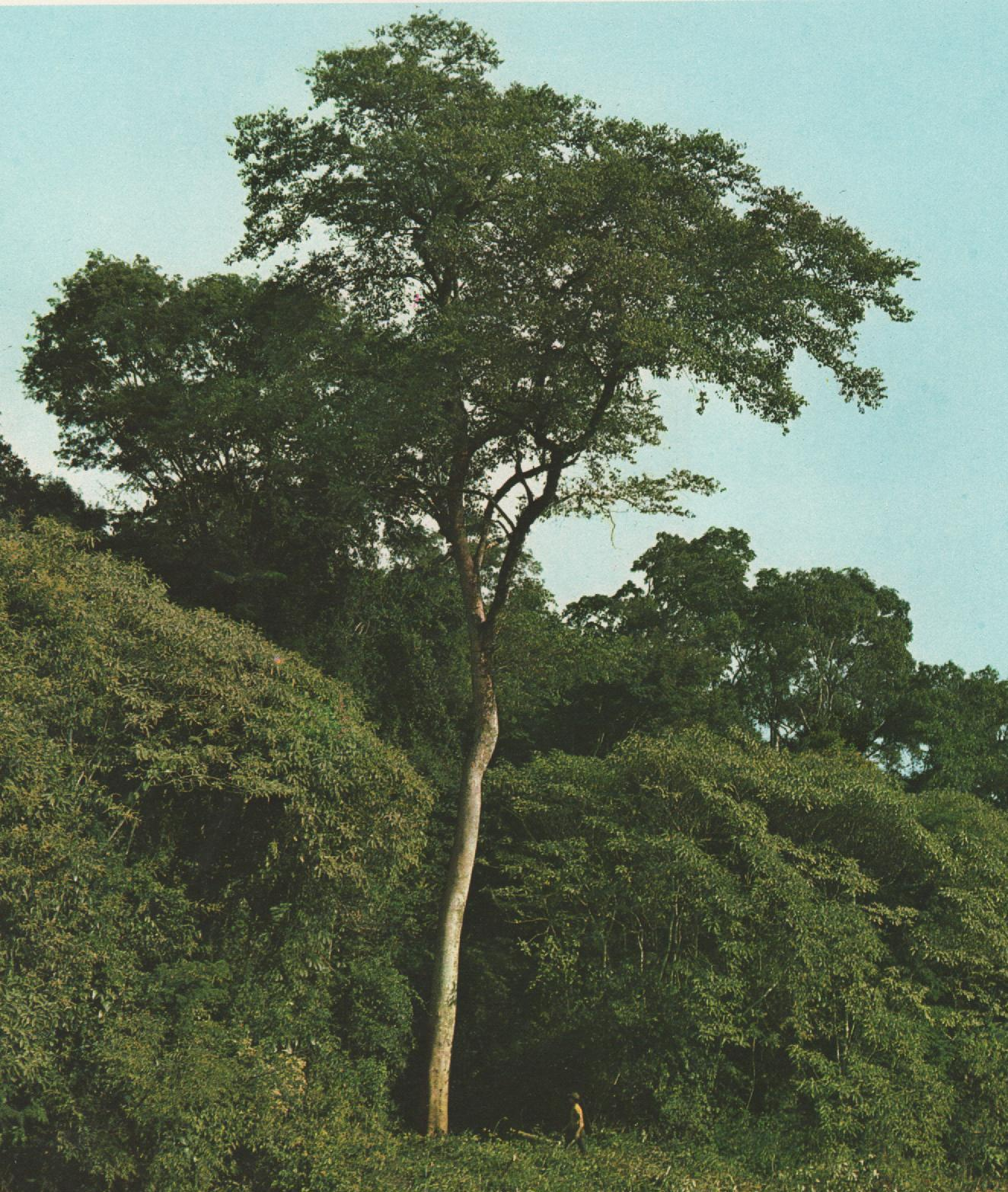
Färbermaulbeerbaum (Maclura tinctoria)

Der Färbermaulbeerbaum (Maclura tinctoria) ist eine Pflanzenart aus der Familie der Maulbeergewächse (Moraceae). Der Färbermaulbeerbaum ist in Mexiko und Zentralamerika, auf den Antillen und im tropischen Südamerika (Südbrasilien) und im temperierten Südamerika heimisch.

## Beschreibung
Der Färbermaulbeerbaum ist ein Baum oder Strauch, der Wuchshöhen von bis zu 20–30 Meter oder mehr und einen Stammdurchmesser von 60–70 Zentimetern oder mehr erreicht. Er enthält Milchsaft und es können spitze Dornen vorhanden sein. Es werden oft größere Wurzelanläufe ausgebildet. Die Borke ist relativ glatt und grau-braun.
Die wechselständigen, papierig-ledrigen und kurz gestielten Laubblätter sind einfach mit ganzem bis, teils grob, gezähntem-gesägtem bis gelapptem Blattrand. Sie sind elliptisch bis eiförmig oder verkehrt-eiförmig, rundlich. An der Spitze sie sind bespitzt oder spitz bis zugespitzt, geschwänzt. Die kleinen Nebenblätter sind abfallend.
Der Färbermaulbeerbaum ist zweihäusig getrenntgeschlechtig (diözisch). Die gestielten männlichen, achselständigen und vielblütigen, grün-gelben, walzlichen Blütenstände sind ährig und erscheinen oft einzeln oder bis zu viert. Sie sind bis etwa 10–12 Zentimeter lang. Die gestielten weiblichen, rundlichen und vielblütigen, weiß-grünen Köpfchen sind achselständig und erscheinen meist einzeln. Sie sind etwa 8–12 Millimeter groß. Die meist eingeschlechtlichen und sitzenden Blüten sind meist vier- manchmal fünfzählig mit einfacher Blütenhülle. Es sind bei den Blüten jeweils eines bis mehrere, drüsenbesetzte und kapuzenförmige 1–2 Millimeter lange Deckblätter vorhanden. Bei den männlichen Blüten ist ein kleiner Pistillode vorhanden und die 1,5 Millimeter langen Tepalen sind ohne Drüsen. Bei den weiblichen Blüten sind die 3 Millimeter langen Tepalen meist drüsenbesetzt und der weiße Griffel ist lang und vorstehend mit auslaufender, langer fädiger Narbe. Der Fruchtknoten ist oberständig auf dem Blütenboden.
Es werden jeweils Steinfrüchte gebildet die in einem etwa 1,5–2,5 Zentimeter großen Fruchtverband (Scheinfrüchte) zusammenstehen. Die gelben, fleischigen und süßen Früchte sind essbar. Der elliptische Steinkern ist abgeflacht und etwa 3–4 Millimeter lang.

## Nutzung
Das Kernholz des Stammes ist gelb und kommt unter dem Namen Gelbholz in den Handel. Weitere Bezeichnungen sind Echtes Gelbholz, Kuba-, Brasilienholz, Brasilianisches Gelbholz, Gelbes Brasilholz, Holländisches Gelbholz, Alter oder Echter Fustik, Fustikholz. Sowie wurde auch nach der Herkunft unterschieden, benannt; Jamaika, Nicaragua, Kuba, Tampico, Domingo oder Portorico-Gelbholz usw.

Chemische Strukturformel von Morin

Auf die Verwendung des Gelbholzes zum Färben geht auch die Bezeichnung „Färbermaulbeerbaum“ zurück. Das Gelbholz wurde früher in Blöcken verkauft. Es wurden verschiedene Sorten angeboten, die vor allem durch das Ursprungsland charakterisiert waren. Das „Nicaragua-Gelbholz“ galt als eine der besten Qualitäten. Ab dem 19. Jahrhundert verwendete man an Stelle von Gelbholz dessen Extrakt zum Färben. In der Malerei wurde der Farblack „Gelbholzlack“ verwendet.
Im Gelbholz sind die Farbstoffe Morin, ein Pentahydroxyflavon, und Maklurin, ein Benzophenonfarbstoff, enthalten.

## Systematik
Die Erstbeschreibung des Basionyms Morus tinctoria erfolgte 1753 durch Carl von Linné in Species Plantarum 2: 986. Die Neukombination zu Maclura tinctoria erfolgte 1841 durch Ernst Gottlieb von Steudel in Nomenclator Botanicus. Editio secunda 2: 87, nach David Don.
Ein paar Synonyme, von sehr vielen sind: Chlorophora tinctoria (L.) Gaudich. ex Benth., Broussonetia tinctoria (L.) Kunth, Maclura sieberi Blume usw.

## Belege
- R. C. Kaastra: Revision of Chlorophora (Moraceae) in America. In: Acta. Bot. Neerl. 21(6), 1972, 657–670, online (PDF) bei Natuurtijdschriften.nl, abgerufen am 19. Mai 2019.
- Steckbrief bei Trees, Shrubs, and Palms of Panama. (engl.)